# Йоганнес Тервоґт
Йоганнес Тервоґт (нід. Johannes Terwogt, 18 травня 1878 — 22 січня 1977) — нідерландський академічний веслувальник.
Срібний призер Олімпійських Ігор 1900 року в складі розпашної четвірки зі стерновим Б.